# Михеевка (Омская область)
Михеевка — деревня в Кормиловском районе Омской области России. В составе Алексеевского сельского поселения.

## История
Основана в 1907 г. В 1928 г. состояла из 50 хозяйств, основное население — украинцы. Центр Михеевского сельсовета Корниловского района Омского округа Сибирского края.

## Население
| 2010 |
| ---- |
| 50   |